# Jeanne de Rožmitál
Jeanne de Rožmitál (tchèque: Johana z Rožmitálu) née avant 1432 et morte  à Mělník le 12 novembre 1475, inhumée à Prague (?), est une reine consort de Bohême.

## Biographie

### Origine
Jeanne est issue d'une famille de tradition catholique . Elle est la fille de Jean de Rožmitál zu Blatna et de son épouse Ludmilla Bawor von Strakonicz.

### Mariage
Jeanne épouse Georges de Poděbrady en 1450. L'union est probablement négociée par son frère, Jaroslav Lev de Rožmitál, car son père est décédé quand elle était encore une enfant. Le futur roi est veuf depuis un an de sa première épouse, Cunégonde de Sternberg, qui lui a laissé six enfants dont plusieurs en bas âge.
Peu après leur mariage, Georges devient l'administrateur provincial (1452) puis le régent (1453) du jeune roi Ladislas Ier de Bohême. Quand Ladislas meurt à 17 ans en 1457 sans héritier direct pour son double royaume, sa succession est ouverte en Bohême comme en Hongrie; les principaux candidats sont Matthias Corvin pour la Hongrie et Georges de Poděbrady en Bohême. Georges est ensuite choisi et couronné roi avec Jeanne le 6 mai 1458.
Jeanne soutient son époux en politique; elle n'est pas seulement une conseillère mais elle s'investit directement dans les affaires de l'État, prenant part aux démêlés politiques de son mari avec l'Église Catholique après la dénonciation des « Compactata » en 1462 par Pie II. Jeanne est aussi reconnue comme épouse et comme mère. Elle vit à la cour du roi Georges avec ses enfants et ses beaux-enfants lorsque sa belle-fille Catherine épouse le futur rival de Georges, le roi Matthias Corvin.
Le frère de Jeanne se voit confier une grande mission diplomatique dans les cours d'Europe de l'Ouest en 1465–1467 qui reste sans effet. Quand en décembre 1466, le pape Paul II jette l'anathème sur Georges de Poděbrady et le déclare déchu du trône de Bohême, la sanction pontificale s'applique également à son épouse et à ses enfants. En août 1470, elle conduit une armée tchèque combattre contre Matthias Corvin qui avait envahi la Moravie et s'était fait élire roi de Bohême par les catholiques le 3 mai 1469 à Olomouc, après la mort prématurée de son épouse Catherine de Poděbrady.

### Veuvage
Georges de Bohême meurt le 22 mars 1471, il avait été contraint en 1469 de désigner, au détriment de ses propres fils, comme futur successeur Vladislas Jagellon, fils aîné du roi Casimir IV de Pologne qui était en outre par sa mère Élisabeth de Habsbourg le neveu de Ladislas Ier de Bohême. En 1473, Jeanne et Vladislas IV réunissent une assemblée nationale à Benešov, au cours de laquelle est évoquée la politique de Georges et sa tentative de compromis entre le catholicisme et l'Utraquisme.
Après 1473, Jeanne se retire dans le traditionnel douaire réservé aux reines veuves de Bohême à Mělník où le Chapitre royal local de Saint-Pierre et Paul reçoit six mille talents d'argent de sa part. Jeanne meurt le 12 novembre 1475 à Mělník. Le roi Vladislas IV de Bohême assiste à ses funérailles. Selon ses dernières volontés, elle aurait été inhumée dans l'église en aval de la cité, mais toutefois d'autres sources indiquent qu'elle repose dans la crypte de Saint-Guy à Prague aux côtés de Georges de Bohême.

## Postérité
Elle donne cinq enfants au roi. Seul Henri et Ludmilla atteignent l'âge adulte :
- Henri II le Jeune
- Frédéric (1453/1454 - 1459)
- Georges (1454/1455 - 1462) comte de Glatz en 1459
- Ludmilla épouse Frédéric Ier de Liegnitz
- Jean (1456 - 1459)